# Иван Фёдорович Кошкин
Иван Фёдорович Кошкин (ум. после 1425) — московский боярин и казначей, сын боярина Фёдора Андреевича Кошки, один из прямых предков династии Романовых.

## Биография
Иван Фёдорович был приближённым великого князя Василия I Дмитриевича, занимая высокое место при дворе. Имя Ивана упомянуто в письме хана Едигея Василию I, где он упоминается как казначей, любимец и «старейшина» великого князя. Кроме того там говорится, что Иван Фёдорович является главным советником Василия I и который «даёт по своей молодости и неопытности неразумные советы».
Подпись Ивана как свидетеля стоит на трёх духовных: в 1389 году на духовной Дмитрия Ивановича Донского, в 1405 и 1425 гг. — на духовных Василия I.
Умер после 1425 года. Из его четырёх сыновей двое или трое также были боярами.

## Брак и дети
Имя жены Ивана Фёдоровича неизвестно. Дети:
- Иван Иванович, боярин.
- Фёдор Иванович, боярин.
- Яков Иванович.
- Захарий Иванович, боярин (?).